# Jerzy Szpunar
Jerzy Szpunar (ur. 12 czerwca 1927 w Hołoskowie, zm. 27 sierpnia 2012 w Łodzi) – polski aktor filmowy i teatralny. Na scenie debiutował w 1944 roku. Eksternistyczny egzamin aktorski zdał w 1955 roku. Przez ponad czterdzieści lat swojego życia zawodowego był związany z łódzkimi scenami teatralnymi. Miał w swoim dorobku około trzydziestu ról filmowych. Grób aktora znajduje się w części katolickiej łódzkiego cmentarza na Dołach.

## Teatr
- Teatr Ziemi Rzeszowskiej (1944–1945)
- Teatr Dolnośląski w Jeleniej Górze (1945–1946)
- Teatr Wybrzeże w Gdańsku (1946–1949)
- Teatr im. Stefana Jaracza w Łodzi (1949–1955)
- Teatr im. Juliusza Słowackiego w Krakowie (1955–1956)
- Teatr 7:15 w Łodzi (1956–1957)
- Teatr im. Stefana Jaracza w Łodzi (1957–1963)
- Teatr Powszechny w Łodzi (1963–1990)

## Wybrana filmografia
- Rycerze i rabusie (odc. 7) (1984), reż. T. Junak jako sługa Mateusz
- Ostrze na ostrze (1983), reż. T. Junak jako sługa Mateusz
- Katastrofa w Gibraltarze (1983), reż. B. Poręba jako Wiaczesław Mołotow
- Zapis zbrodni (1974), reż. A. Trzos-Rastawiecki jako Franciszek Wiśniewski, zamordowany stolarz
- Doktor Ewa (odc. 2 i 8) (1970), reż. H. Kluba jako posterunkowy Miękinia
- Z przygodą na ty (odc. 3) (1968), reż. W. Berestowski jako ornitolog
- Stawka większa niż życie (odc. 1) (1967), reż. J. Morgenstern jako Lothar Beitz
- Kapitan Sowa na tropie (odc. 8) (1965), reż. S. Bareja jako dyrektor Motozbytu
- Podziemny front (1965) jako robotnik Felek (odc. 3)
- Wolne miasto (1958), reż. S. Różewicz jako polski listonosz
- Pod gwiazdą frygijską (1954), reż. J. Kawalerowicz jako Stanisław Rychlik
- Przygoda na Mariensztacie (1953), reż. L. Buczkowski jako hydraulik Olek
- Piątka z ulicy Barskiej (1953), reż. A. Ford jako Zygmunt Radziszewski
- Celuloza (1953), reż. J. Kawalerowicz jako Stanisław Rychlik
- Dwie brygady (1950) jako Józef Sosnkowski